# Kunstenaarsboek

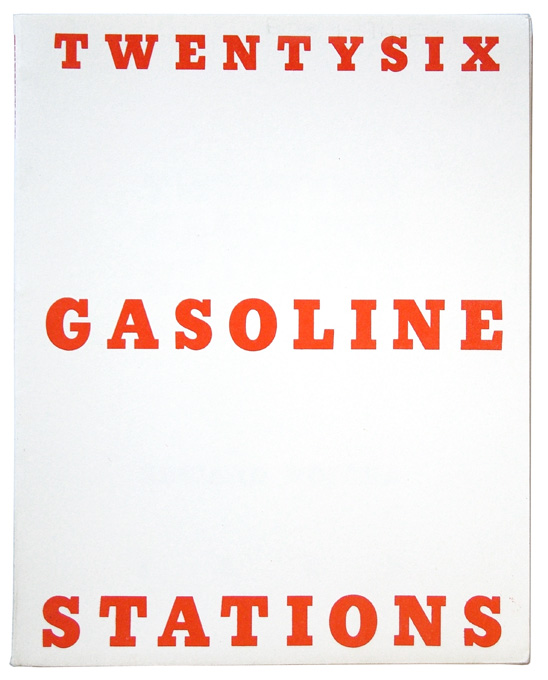
Twentysix Gasoline Stations, 1963 door Ed Ruscha

Kunstenaarsboeken zijn kunstwerken die uitgevoerd zijn in de vorm van een boek. Ze worden vaak gepubliceerd in kleine oplages, er wordt dan naar verwezen met de term multiples. Sommige kunstenaarsboeken worden slechts één keer uitgevoerd, dit zijn unicums.
Kunstenaarsboeken kunnen verschillende vormen aannemen, waaronder boekrollen, pop-up-boeken, harmonica-boeken, losse elementen die samenhoren in een doos, of de klassieke boekvorm van gebonden pagina's. Kunstenaars zijn reeds eeuwenlang actief in het vervaardigen van (kunst)boeken, maar het genre van het kunstenaarsboek is voornamelijk een kunstvorm uit de late 20ste eeuw.

## Geschiedenis

### Vroege geschiedenis

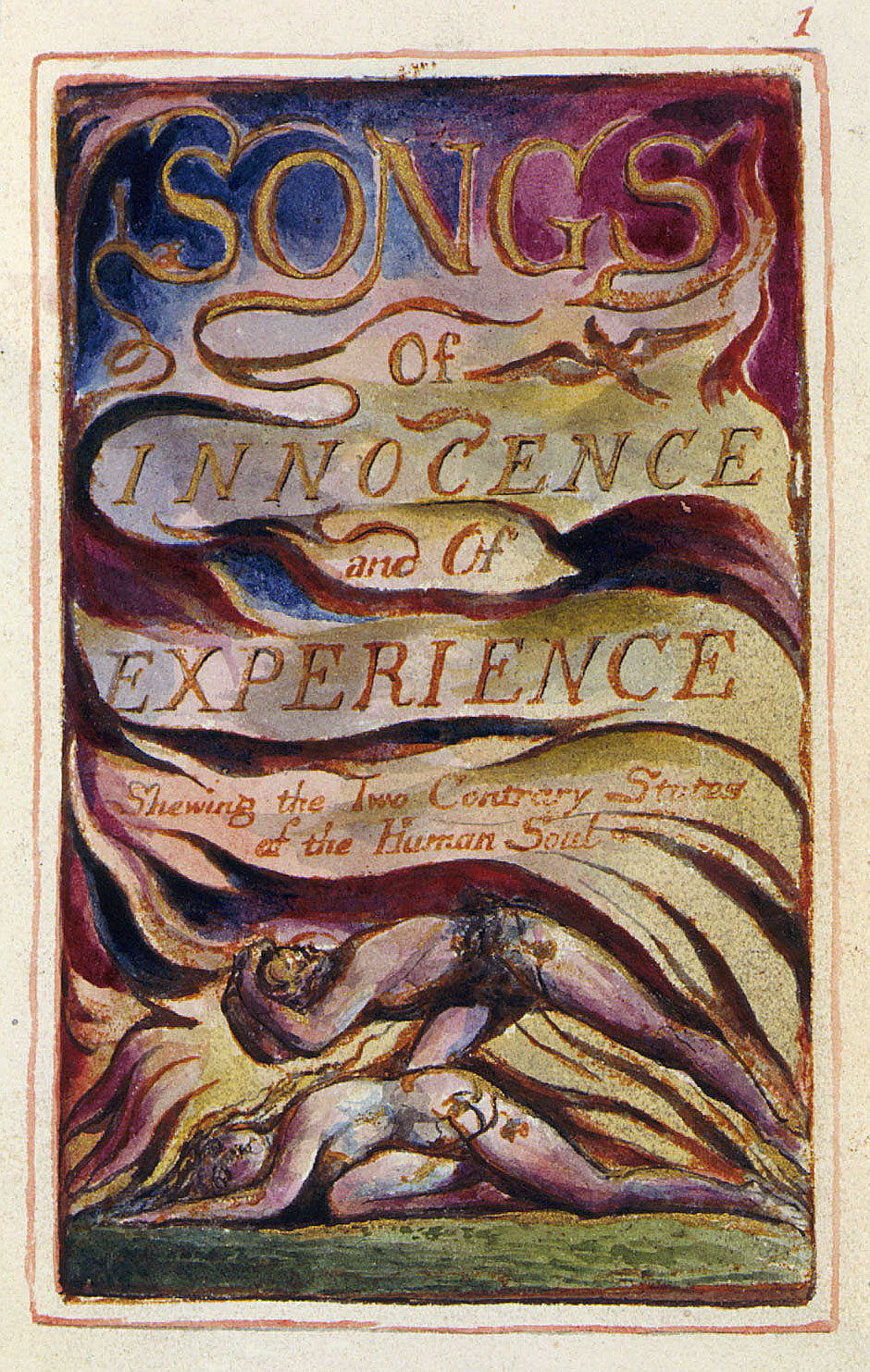
De kaft van William Blakes Songs of Innocence and of Experience

Sinds de vroege middeleeuwen zijn kunstenaars in Europa betrokken bij het vervaardigen van verluchte boeken, zoals het Book of Kells and the Très Riches Heures du Duc de Berry.
Het startpunt van het genre van kunstenaarsboeken wordt evenwel gelegd bij de publicatie van Songs of Innocence and of Experience van de Britse dichter en kunstenaar William Blake (1757–1827). Blake's publicaties werden geschreven, geïllustreerd, ingekleurd en ingebonden door zijn vrouw Catherine en hemzelf en uitgegeven in eigen beheer. De illustraties liepen er door in handgeschreven teksten, en vormden zo samen een coherent geheel. Deze verregaande integratie van tekst, beeld en vorm, was een nieuw element in de geschiedenis van de boekkunst. Al deze factoren blijven tot vandaag sleutelconcepten in kunstenaarsboeken.
De boeken die William Morris publiceerde in zijn Kelmscott Press tijdens de jaren 1890, waren een tweede ijkpunt in het ontstaan van kunstenaarsboeken. Hij belichaamde een nieuwe tendens in de boekdrukkunst, die stond voor een individuele expressie van zowel de ontwerper als de uitvoerder, natuurgetrouwheid, en aandacht voor de gebruikte materialen en methodes. Morris was eveneens de grondlegger van de arts-and-craftsbeweging in Groot-Brittannië.
Avant-garde-kunstenaars doorheen de 20ste eeuw produceerden eveneens vele boeken als onderdeel van hun artistieke oeuvre. Ze produceerden pamfletten, posters, manifesto's en boeken. Dit gebeurde deels als een strategie om het traditionele galerie-systeem te ontlopen, om (revolutionaire) ideeën uit te dragen en om betaalbaar werk te maken dat (theoretisch gezien) mensen kon bereiken die anders niet in kunstgalerijen zouden komen. Enkele kunstenaars die hier belangrijk werk hebben gemaakt zijn de Italiaanse futurist Filippo Marinetti (1876–1944); Russische futuristen als Aleksej Kroetsjonych, Vladimir Tatlin en Olga Rozanova en El Lissitsky; Kurt Schwitters en de Bauhaus-beweging; en Theo van Doesburg en De Stijl.
Tot de bibliofiele verzamelgebieden behoren ook producten van de private press, die in kleine oplagen gedrukt wordt met handgezette loden letters. Het is echter het livre d'artiste, ook bekend als het livre de peintre, dat beschouwd wordt als de rechtstreekse voorloper van het hedendaagse kunstenaarsboek. Dit genre ontstond in Frankrijk aan het begin van de 20ste eeuw, en heeft de vorm van een geïllustreerd boek. De pagina's zijn echter rechtstreekse afdrukken van een bron die de kunstenaars zelf produceerden, waarbij de opmaak dus niet uitbesteed is aan een externe vormgever. Het boek Parallèlement (1900), gemaakt in opdracht van de Franse kunsthandelaar Ambroise Vollard met gedichten van Paul Verlaine en illustraties van Pierre Bonnard was een vroeg voorbeeld in het genre. De livres d'artiste waren in wezen deluxe, limited editions, gedrukt op papier van hoge kwaliteit. Vaak werden ze niet gebonden, zodat de aparte pagina's eruit konden worden gehaald.

### De late 20ste eeuw
In de jaren 1950 en 1960 maakten de Zwitsers-Duitse kunstenaar Dieter Roth (1930–1998) en de Amerikaanse kunstenaar Ed Ruscha (1937) conceptuele werken die beschouwd worden als de eerste echte kunstenaarsboeken.
De Mexicaanse schrijver en beeldend kunstenaar Ulises Carrión (1941–1989), die zich ook met mail art bezighield, heeft in 1975 voor het eerst in een essay "de nieuwe kunst van het boekenmaken" gedefinieerd. Een reizende tentoonstelling (met catalogus) van kunstenaarsboeken in bibliotheken van België was Art is Books (1990-1992) van Guy Bleus.
In het midden van de twintigste eeuw beginnen kunstenaars vanuit de meest uiteenlopende disciplines met het medium boek te experimenteren. Ze ontnemen het boek zijn informatieve inhoud en ontdoen het daarmee van zijn oorspronkelijke functie. Het kunstenaarsboek informeert niet meer slechts over kunst, maar is zélf het artistieke uitdrukkingsmiddel.

## Onderzoek
Kunstenaarsboeken vormen binnen de beeldende kunst een eigen verzamelgebied. In 1965 trad de jonge kunsthistoricus Frans Haks in dienst van het Kunsthistorisch Instituut (KHI) van de Universiteit van Utrecht. Eind 1966 werd Haks bibliothecaris van het KHI, onder de voorwaarde dat hij een verzameling kunstenaarsboeken mocht aanleggen. De verzameling van het KHI is nu een waardevolle bron van kunsthistorische informatie over kunstenaars uit de jaren zestig. Een recent fenomeen op het terrein van 'persoonlijke' dagboeken zijn de zogenaamde weblogs.

## Collecties
Het Victoria & Albert Museum in Londen heeft een uitgebreide verzameling artists' books.
Er bestaan museale collecties die aandacht besteden aan het fenomeen kunstenaarsboeken, bijvoorbeeld het Museum voor Moderne Kunst Arnhem. In Amersfoort werd in 1998 het Armando Museum geopend in de Elleboogkerk. Een belangrijk deel van zijn schilderijen, beelden en manuscripten wil Armando aan het museum nalaten. Bij het Centrum voor Beeldende Kunsten Gelderland (opgeheven in 2011) was de 'Gelderse bibliotheek van Kunstenaarsboeken' gevestigd. Deze collectie werd ondergebracht in het CODA te Apeldoorn. In Brussel is bibliotheca Wittockiana gevestigd; een privé bibliotheek waar kunstenaarsboeken en andere bijzondere boeken worden getoond.

## Beknopte lijst van kunstenaars die kunstenaarsboeken maakten
- Art & Language
- Willem Bierman
- Guy Bleus
- George Brecht
- Tim Hinterding
- Jürgen Partenheimer
- Dieter Roth

- Margriet Smulders
- Daniel Spoerri
- Rosemarie Trockel
- Wolf Vostell
- Lawrence Weiner
- Ans Wortel